# Ambra
Ambra Angiolini (22 de abril de 1977, Roma), también conocida simplemente como Ambra, es una actriz, conductora de televisión y ex cantante italiana; ha cantado en su idioma materno, en italiano, y también en español para hacerse conocer en el mundo de habla hispana. 
Hizo su debut en 1992 en el programa de televisión italiana (Canale 5) Non è la Rai, que se convirtió en un fenómeno en Italia, y que le da una enorme popularidad.
Su primer álbum fue T'appartengo registrado en 1994. Se incluyen 10 canciones. Este disco fue grabado también en español y contiene una nueva canción llamada "Nel cuore, nell'anima". La producción española se titula Te pertenezco.
En 1996 se hace conocer con su primer tema musical titulado El ascensor y después Te pertenezco ambas fusionadas con la versión en rap. Como sucede a menudo con los cantantes italianos, la canción principal "Te pertenezco" ("T'appartengo") fue un éxito en España y en el ranking de otros países hispanohablantes como Colombia, México, Venezuela, Argentina, Perú y Chile (en este último al incluírsele en la banda sonora de la teleserie Adrenalina de Canal 13 en 1996). 
En ese mismo año, grabó Angiolini, que contiene diez canciones, incluyendo "Tu sei", "Ti stravoglio", "Buoni Amici" y "Aspettavo te" (lanzado en 1997 como ""We Can Break Away" por el dúo belga de pop Indiana en una adaptación en inglés de Michael Leahy).
Fue además la invitada especial en el Festival Internacional de la Canción de Viña del Mar en 1997 donde provocó controversia con su erotismo, metiéndose en una tina con agua en pleno concierto junto a su grupo de baile (integrado solo por hombres). Además tuvo una participación en el estelar chileno Venga Conmigo como coanimadora.
Ambra continuó grabando discos y en 1998 llega Ritmo vitale, tanto en Italia como en España. El disco no obtiene el éxito de sus predecesores al dar un giro radical con un estilo más vanguardista y electrónico alejado del pop juvenil de los anteriores. 
Su siguiente producción musical en el canto fue lanzado en 1999 pero no en español y llevó por nombre Incanto. Se vendieron unos 35.000 ejemplares en Italia.
En el 2001 se une a varios famosos para lanzar el CD single Frena con fines benéficos.
En el 2002 protagoniza, junto a otros cantantes italianos, el musical "Emozioni" basado en canciones de Lucio Battisti , del cual también se editó el CD aunque se vendió solo en Italia, siendo su última producción discográfica hasta la fecha.
En el 2008, para el programa Stasera Niente MTV, Ambra recupera su faceta de cantante y graba dos nuevos temas "Tunga Tunga" y "Voglia questa Voglia", que son los temas de apertura y despedida del programa que ella misma conduce y que interpretaría en varios orgullos LGTBQI de Italia donde acudiría como invitada estrella.
En 2017, cede a la cantante Syria su tema "Io, Te, Francesca e Davide" para el disco de esta "10+10" dando la sorpresa de interpretar ella misma el tema con la cantante y rodar juntas un videoclip para el mismo.
En 2020, se une al famoso cantante Marco Masini para lanzar con él una versión moderna de su clásico "Ti Vorrei" para el disco Masini +1 30th Anniversary aunque en esta ocasión sin rodar nuevo videoclip.
En 2022, graba el tema "Ambra/Tiziano" junto a su amigo Tiziano Ferro para el disco de este titulado "Il mondo é nostro", donde se desconoce si ambos grabarán también su adaptación al español.
En la actualidad se radica en Italia ejerciendo la carrera de canto y animadora, aún siendo reconocida por sus dotes.

## Televisión
- Bulli e pupe (Canale 5, 1992)
- Rock 'n' Roll (Italia 1, 1993)

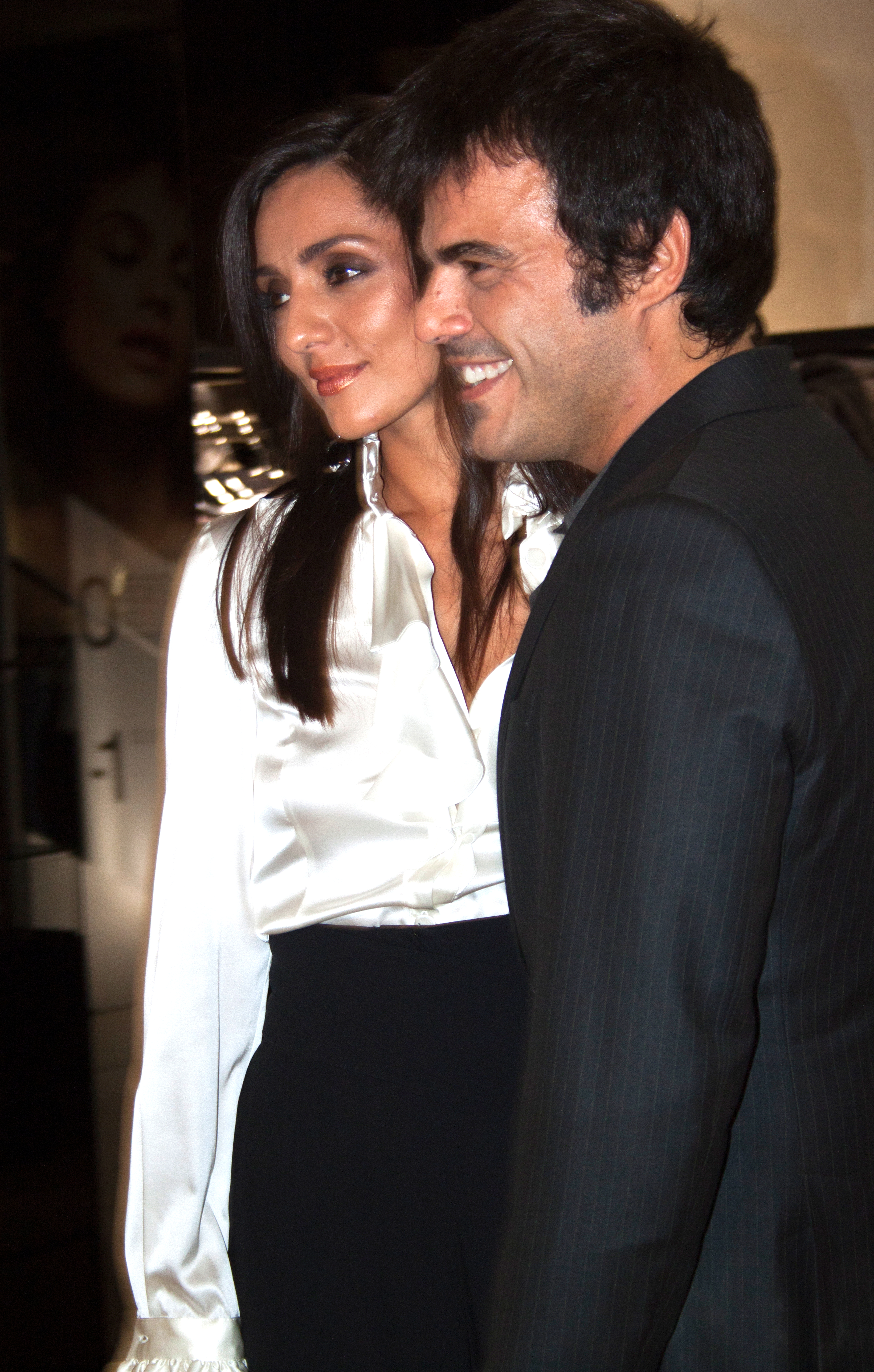
Ambra Angiolini con Francesco Renga

- Non è la RAI (Canale 5, Italia 1, 1992-1995)
- Generazione X (Italia 1, 1995-1996)
- Dopofestival di Sanremo (Rai 1, 1996)
- Super (Canale 5, 1996)
- Non dimenticate lo spazzolino da denti (Italia 1, 1996)
- Sanremo Top (Rai 1, 1997)
- Carosello (Rai 2, 1997)
- Gratis (Rai 1, 1999)
- Speciale Pop (Rai 2, 2000)
- L'assemblea (Italia 1, 2001-2002)
- Speciale per voi, trent'anni dopo o poco più (Rai 2, 2003)
- Cornetto Free Music Festival (Italia 1, All Music, 2004-2006)
- Cominciamo bene estate (Rai 3, 2005)
- Chicas (Fox Life, 2005-2006)
- Dammi il tempo (Rai 3, 2006)
- Kids' Choice Awards (Nickelodeon, 2006)
- Crozza Italia (La7, 2007-2008)
- Stasera niente MTV (MTV, 2008)
- Nastri d'argento 2009 (Rai 1, 2009)
- Piazzapulita (La7, 2011/2012)
- Los ángeles ignorantes (Disney +, 2022)
- Gigoló per caso (Prime Video, 2023)

## Filmografía
- No basta una vida, dirigida por Ferzan Ozpetek (2007)
- Una amistad inolvidable, dirigida por Luc Jacquet (voz italiana, 2007)
- Bianco e nero, dirigida por Cristina Comencini (2008)
- Ce n'è per tutti, dirigida por Luciano Melchionna (2009)
- Insula, dirigida por Eric Alexander (2010)
- Immaturi, dirigida por Paolo Genovese (2011)
- Tutti al mare, dirigida por Matteo Cerami (2011)
- Notizie degli scavi, dirigida por Emidio Greco (2011)
- Countdown, dirigida por Max Croci (cortometraggio, 2011)
- Anche se è amore non si vede, dirigida por Ficarra e Picone (2011)
- Immaturi - Il viaggio, dirigida por Paolo Genovese (2012)
- Viva l'Italia, dirigida por Massimiliano Bruno (2012)
- Ci vediamo a casa, dirigida por Maurizio Ponzi (2012)
- Mai Stati Uniti, dirigida por Carlo Vanzina (2013)
- Per sfortuna che ci sei, dirigida por Alessio Maria Federici (2013)
- La Scelta, dirigida por Michele Placido (2015)
- 7 Minutos, dirigida por MIchele Placido (2016)
- La notte più lunga dell'anno; dirigida por Simone Aleandri (2021)

## Discografía

### Álbumes
- Te Pertenezco (1995)
- Angelitos (1996)
- Ritmos Vitales (1997)
- In Canto (1999)
- Emozioni (2002)

### Sencillos
- El Ascensor

- Te Pertenezco

- Necesito Amarte

- Te esperaba a ti
- Hoy no sé, mas mañana

- Tú, yo, Francesca y Davide

- Ritmos vitales

- Butterfly 2000

- Frena

- Tunga Tunga/Voglia questa voglia

- Io, Te, Francesca e Davide (feat. Syria)

- Ti Vorrei (feat. Marco Masini)

- Ambra/Tiziano (feat. Tiziano Ferro)